# Джеф Фучс
Джеф Фучс (на английски: Jeff Fuchs) е канадски изследовател, планинар, фотограф и писател.
Печели популярността си с успешния си опит да се превърне в първия западен изследовател, прекосил Древният път на чая, който се разпростира на близо 6000 км през Хималаите и множество култури. Това пътешествие е описано в книгата „Древният път на чая“ (изд. „Вакон“, 2015).

## Биография
Фучс е от англо-унгарски произход и е роден в Отава, Канада. Като дете прекарва голяма част от времето си в Швейцария, където се заражда любовта му към планините и катеренето. Завършва колежа „Доусън“ в Монреал с диплома по фотография. Знае няколко езика, особено добре мандарин и тибетски. Прекарва времето си в Канада, Шангри-Ла, Китай и Европа.
Негови снимки и материали са публикувани в списанията National Geographic, World Geographic, Spanish Geographical Society, New Ideas, Outdoor Exploration, New Traveler, Silkroad Foundation, Outpost magazine, Kyoto Journal and The South China Morning Post. Работата му го отвежда в непроходимите джунгли на Южна Америка, ледовете на Арктика и непокорните Хималаи. Снимките му са били част от големи фотографски изложби в Азия и Ню Йорк.

## Експедиции
Голяма част от живота на Фучс е белязан от планините, местните култури и чая, по-конкретно съсредоточени в Азия. След като прекарва значително време с Югозападен Китай, хората и техните истории за някогашните чаени кервани го омагьосват. Този интерес кулминира в едно пътуване по следите на най-високия древен търговски път. Фучс се превръща и в първия западняк, прекосил Древния път на чая. Цялата експедиция е описана в книгата „Древният път на чая“, където документира 7-месечното си пътешествие през 6000 км.
Освен това Фучс прекарва немалко време в слабозаселени и недостъпни райони, където документира променящите се култури и записва устните традиции, които се предават от възрастното население.
През 2011 г. Фучс води и първата западна експедиция по номадския път на солта, който се използвал от тибетците, които добивали сол от някои от най-високите солени езера на планетата. В продължение на месец Фучс изследва някои от най-отдалечените части на Тибетското плато. За тези усилия е увенчан с наградата „WildChina Explorer“.
През февруари 2012 г. тръгва по следите на неизследвани участъци от Древния път на чая, разпростиращи от Шангри-Ла към Северозападен Юннан до прохода Шо Ла.